# 毒舌
毒舌（どくぜつ）とは、他人に対して辛辣（しんらつ）な言葉・悪口や厳しい皮肉を言うこと。毒舌を振るう者は毒舌家（どくぜつか）とも呼ばれる。

## 媒体での毒舌活動
芸能人には、毒舌を売りにする者と、「毒舌」と世間から呼ばれる者とがいる。視聴者からは自分の思っていることを代弁してくれる存在として根強いファンが生まれる反面、批判された相手から侮辱罪や名誉毀損罪で訴えられたり、批判者のファンや支持者から逆に非難されることもある。
毒舌タレントの種類にも、本心で言っているのではなくキャラ作りのために毒舌を利用しているタイプから、多大な批判を受けても「言いたいことを言って何が悪い、非難するのは逆に言論の自由を奪っている」と反論する根っからの毒舌家など様々である。
作家黒河小太郎（＝田勢康弘）は、『総理執務室の空耳』（1994年（平成6年））の中で「日本の3大毒舌家」として、ビートたけし・宮澤喜一・京極純一を挙げている（ただし、これはあくまで執筆当時のもの）。
小沢昭一は「えぐったあとに笑いがくるのが毒舌。えぐるだけじゃあ駄目」と発言している。